# Bernardo da Silveira Pinto da Fonseca
Bernardo da Silveira Pinto da Fonseca (Várzea de Abrunhais, Lamego, 1780 — maio de 1830), 1.º visconde da Várzea, foi um marechal-de-campo do Exército Português e administrador colonial. Foi o último governador português da capitania do Maranhão, cargo que exerceu de 24 de agosto de 1819 a 15 de fevereiro de 1822.

## Biografia
Nasceu em Várzea de Abrunhais, Lamego, filho de João Brum da Silveira Pinto da Fonseca, moço fidalgo da Casa Real, cavaleiro da Ordem de Cristo, e de Isabel Rita da Câmara Figueiredo e Castro.
Seguiu o percurso típico da aristocracia da época e assentou praça como cadete no Regimento de Infantaria de Almeida. Terminada a sua formação militar, foi promovido a capitão em 1808, a tenente coronel em 1809 e a coronel em 1812. 
Estando a Corte portuguesa refugiada no Rio de Janeiro, integrou a Divisão de Voluntários Reais do Príncipe para ali enviada em 1816. No Rio de Janeiro foi ajudante-geral das tropas da Corte e Província do Rio de Janeiro.
Em 24 de agosto de 1819 foi nomeado governador e capitão general do Maranhão, cargo que exerceu até 15 de fevereiro de 1822. Revelou-se um excepcional administrador, sendo impresso em tipografia instalada por sua iniciativa o primeiro jornal maranhense, intitulado O Conciliador do Maranhão. Durante o seu governo a cidade de São Luís do Maranhão passa por grandes reformas, com os edifícios públicos restaurados, as ruas calcetadas e o Largo do Palácio transformado em aprazível Passeio Público.
Regressado a Portugal, foi nomeado Governador das Armas da Beira Alta, em 1824, detendo já o posto de marechal-de-campo. Foi de seguida Governador das Armas do Porto. 
Era moço fidalgo da Casa Real, do Conselho de Sua Majestade Fidelíssima por carta de 21 de Maio de 1819. Casou com D. Mariana da Silveira Pinto da Fonseca, sua prima, filha de Francisco da Silveira Pinto da Fonseca Teixeira, 1º conde de Amarante.